# さだ工務店
さだ工務店（さだこうむてん）は、日本のインストゥルメンタルバンド。
2015年にさだまさしのツアーバンドとして結成。店長（リーダー）はピアノの倉田信雄。ライブの中では歌のみならず、さだのトークにもそれなりの楽器を使ったボケを披露する。特に倉田と木村には頻繁にみられる。

## メンバー
（両国国技館でのカウントダウンコンサートでの所属部屋も記載）
- ピアノ：倉田信雄（アレンジャー兼務）「鍵盤部屋」
- オーボエ：庄司さとし「大吠部屋」
- パーカッション：木村キムチ誠「打楽器部屋」
- ギター：田代耕一郎「六弦部屋」
- ドラム：島村英二「打楽器部屋」
- チェロ：徳澤青弦「弦楽部屋」
- ベース：平石カツミ「低音部屋」
- ヴァイオリン：藤堂昌彦「弦楽部屋」